# ATP Tour World Championships 1990
L'ATP Tour World Championships 1990 è stato un torneo di tennis giocato sul sintetico indoor.  È stata la 21ª edizione del torneo di singolare di fine anno, la 17ª del torneo di doppio di fine anno ed era parte dell'ATP Tour 1990. Il torneo di singolare si è giocato al Frankfurt Festhalle di Francoforte in Germania, dal 13 al 18 novembre 1990. Il torneo di doppio si è disputato ad Sanctuary Cove in Australia, dal 19 al 25 novembre 1990.

## Campioni

### Singolare
Andre Agassi ha battuto in finale  Stefan Edberg con il punteggio di 5–7, 7–6(5), 7–5, 6–2.

### Doppio
Guy Forget /  Jakob Hlasek hanno battuto in finale  Sergio Casal /  Emilio Sánchez con il punteggio di 6–4, 7–6(5), 5–7, 6–4.